# Liste der Ämter der Abtei Hersfeld
Diese Liste enthält die Ämter (Verwaltungs- und Gerichtsbezirke) der Abtei Hersfeld, die ab 1648 als Fürstentum Hersfeld Teil der Landgrafschaft Hessen-Kassel war.

## Geschichte
Seit der Zeit Karls des Großen hatte die Abtei Hersfeld in großem Umfang Schenkungen erhalten. Diese bildeten bis zum 11. Jahrhundert Splitterbesitz, danach entstanden größere zusammenhängende Herrschaftsgebiete. Zur Verwaltung waren Vögte eingesetzt. Seit der zweiten Hälfte des 11. Jahrhunderts waren diese Vögte überwiegend Grafen und es setzte sich an vielen Stellen eine Hierarchie durch, bei der mehrere Vögte einem Obervogt unterstanden. Faktisch wurden die Vogteien nun erblich. Auf diese Weise entstanden vielfach von Hersfeld entfremdete Herrschaften. Auch der Landgrafschaft Hessen gelang es, in den Besitz bedeutender Hersfelder Vermögen zu gelangen.
Im Rahmen der Territorialisierung entstanden aus den verbliebenen Vogteien die in der Liste genannten Ämter.
1432 musste sich das Stift Hersfeld vertraglich unter den Schutz von Hessen-Kassel stellen. Im Jahre 1525 im Bauernkrieg kam Landgraf Philipp I. dem in Bedrängnis geratenen Stift Hersfeld zu Hilfe und schlug den Aufstand nieder. Der Landgraf besetzte zur Deckung seiner Kosten, große Teile der Reichsabtei, nämlich die Stadt Hersfeld, die Ämter Landeck, Frauensee und Berka und die Klöster Kornberg und Blankenheim. 1550 wurde vertraglich zwischen Hersfeld und Hessen vereinbart, dass der Abt die Hälfte der Stadt Hersfeld und des Amtes Landeck zurückerhalten sollte (die andere Hälfte sollte noch 10 Jahre bei Hessen verbleiben). Das Amt Hausbreitenbach fiel wieder an das Stift, Amt Frauensee und Kloster Kornberg wurden anderweitig verpfändet. 1557 und 1571 wurden weitere Vereinbarungen getroffen, die die Rolle von Hessen stärkten. 1648 wurde die Abtei Hersfeld aufgrund des Westfälischen Friedens aufgelöst und als Fürstentum Hersfeld Teil der Landgrafschaft Hessen-Kassel. Damit waren die Hersfelder Ämter alle hessisch geworden.
In der Landgrafschaft Hessen-Kassel erfolgten in den folgenden Jahrhunderten einige Veränderungen in der Zusammensetzung der Ämter. Mit dem Ende der Landgrafschaft nach der Rheinbundbildung 1806 kamen die Ämter des Fürstentums Hersfeld an das Königreich Westphalen. Dort wurden sie aufgelöst und nach französischem Vorbild durch Kantone ersetzt. 1813 ging das Königreich Westphalen unter und das Kurfürstentum Hessen entstand neu. Die Ämter wurden in alter Form wieder neu geschaffen.
1821/22 wurde in Kurhessen die Trennung der Rechtsprechung von der Verwaltung eingeführt. Die Verwaltungsaufgaben gingen an neu geschaffene Landkreise, die Gerichtsfunktion an Justizämter. Die alten Ämter wurden endgültig aufgehoben.

## Liste der Ämter
| Amt                                     | Amtssitz            | Orte | Aufgegangen in                                                                                  | Anmerkungen |
| --------------------------------------- | ------------------- | --- | ----------------------------------------------------------------------------------------------- | --- |
| Stadt Hersfeld                          | Herfeld             | Hersfeld |                                                                                                 | |
| Schloss Eichen                          | Schloss Eichhof     | Schloss Eichhof und zwei Mühlen | Amt Hersfeld                                                                                    | Das Schloss Eichhof war ein gesonderter Verwaltungsbezirk mit eigenem Vogt. In der 2. Hälfte des 18. Jahrhunderts wurde es aufgelöst und kam zum Amt Hersfeld |
| Amt Hersfeld (Dechaneigericht Hersfeld) | Hersfeld            | Friedlos, Reilos, Heenes, Kalkobes, Allmershausen, Bingartes (Hof), Meisebach (Hof), Hählgans, Ludwigsaumühle, Kupfermühle | Landgericht Hersfeld, Kreis Hersfeld                                                            | Später kam Schloss Eichen hinzu |
| Amt (Ober)-Geis                         | Obergeis            | Ober- und Untergeis, Gittersdorf, Biedebach, Aua, die Höfe Eisenberg und Erzebach und die Röhrichsmühle und die Liedermühle | Landgericht Hersfeld, Kreis Hersfeld                                                            | |
| Amt Niederaula früher: Amt Hattenbach   | Niederaula          | Schloss Hattenbach, Reckerode, Reimboldshausen, Goßmannsrode, Kirchheim, Heddersdorf, Frielingen, Gersdorf, Willingshain, Heddersdorf, Allendorf in der Wüste, Ambirterode (Wüstung), Heiligenborn (Wüstung), Keudelbach (Wüstung), Gundeshausen (Wüstung), Niederjossa, Scheidhof                                               | Landgericht Hersfeld, Kreis Hersfeld                                                            | 1787 wurden die Ämter Niederaula und Holzheim zusammengefasst; nach dem Tod von Amtmann Heuser 1803 wurden die Ämter wieder getrennt                          |
| Gericht Johannesberg                    | Johannesberg        | Johannesberg, Oberhaun, Unterhaun, Hilperhausen, Kohlhausen, Hof Roßbach, Papiermühle bei Oberhaun und die Wüstungen Kreuzberg, Laufe und Withof | Landgericht Hersfeld, Kreis Hersfeld                                                            | In der zweiten Hälfte des 18. Jahrhunderts wurde das Gericht mit dem Amt Hauneck verschmolzen                                                                 |
| Gericht Schildschlag                    |                     | Eitra, Fischbach, Sieglos, Wippershain sowie die betzenmühle und die Steinmühle | Landgericht Hersfeld, Kreis Hersfeld                                                            | In der zweiten Hälfte des 18. Jahrhunderts wurde das Gericht mit dem Amt Hauneck verschmolzen                                                                 |
| Gericht Petersberg                      | Petersberg          | Petersberg, Sorga, Niedernsolz (Sölzerhöfe), Oberrode, Kathus und Rotensee | Landgericht Hersfeld, Kreis Hersfeld                                                            | |
| Amt Landeck                             | Burg Landeck        | Dinkelrode, Ehrenthal, Heimboldshausen, Hillartshausen, Hilmes, Kahlhausen, Konrode, Lampertsfeld, Landershausen, Malkomes, Motzfeld, Oberlengsfeld, Ransbach, Rimmrode, Schenklengsfeld, Schenksolz, Thalhausen, Unterweisenborn, Wehrshausen, Wüstfeld, Heckenhausen (heute Wüstung), Zimmers                                  | Justizamt Friedewald, Kreis Hersfeld                                                            | |
| Vogtei Kreuzberg                        | Kreuzberg           | Kreuzberg Hillartshausen und Oberzella und die Höfe Gethsemane, Harnrode, Nippe (zu Röhrigshof), Röhrigshof, Thalhausen, Unterneurode | Justizamt Friedewald, Kreis Hersfeld                                                            | |
| Amt Frauensee                           | Kloster Frauensee   | Frauensee, Dönges, Gospenroda (bis 1733 zum Amt Hausbreitenbach) und die Höfe Albertshof, Auenheim (Exklave im Amt Hausbreitenbach), Dachsgrube, Hetzeberg, Josthof, Knottenhof (Ober- und Unterhof), Lindigshof, Möllersgrund, Rohnhöfe (Unterrohn), Rienau (Exklave im Amt Hausbreitenbach), Schergeshof, Springen, Weißendiez | 1816 zum Landkreis Eisenach im Herzogtum Sachsen-Weimar-Eisenach                                | |
| Amt Hausbreitenbach (und Berka)         | Burg Breitenbach    | Berka/Werra, Hausbreitenbach, Fernbreitenbach, Herda, Horschlitt, Wünschensuhl; Dörfer, die bei der Teilung zu Hessen kamen: Dippach, Gospenroda, Abteroda, Gasteroda Vitzeroda | Verwaltungsbezirk Eisenach (Thüringer Teil), Amt Friedewald und Amt Frauensee (hessischer Teil) | Kondominium mit den Landgrafen von Thüringen bzw. Sachsen(-Weimar)-Eisenach. 1733 erfolgte die Teilung                                                        |
| Vogtei Blankenheim                      | Kloster Blankenheim | Kloster Blankenheim sowie zwei Höfe | In der zweiten Hälfte des 18. Jahrhunderts wurde die Vogtei mit dem Amt Rotenburg verschmolzen  | Die Vogtei Blankenheim war Streubesitz und keinem Amt zugeordnet                                                                                              |
| Kloster Göllingen                       | Kloster Göllingen   | Kloster Blankenheim sowie ein Hof und eine Mühle | 1816 an Preußen                                                                                 | Das Kloster Göllingen war Streubesitz und keinem Amt zugeordnet                                                                                               |
| Kollektorei Eisenach                    | Eisenach            | Ein Hof in Eisenach |                                                                                                 | Im Laufe des 18. Jahrhunderts eingegangen. |